# NGC 954
NGC 954 је спирална галаксија у сазвежђу Еридан која се налази на NGC листи објеката дубоког неба.
Деклинација објекта је - 41° 24' 9" а ректасцензија 2h 28m 51,6s. Привидна величина (магнитуда) објекта NGC 954 износи 13,0 а фотографска магнитуда 13,7. Налази се на удаљености од 61,290 милиона парсека од Сунца. NGC 954 је још познат и под ознакама ESO 299-4, MCG -7-6-6, IRAS 02268-4137, PGC 9438.